# Zdenka Vučković
Zdenka Vučković (Zagreb, 20. lipnja 1942. – Zagreb, 7. ožujka 2020.) bila je hrvatska pjevačica zabavne glazbe, popularna tijekom 1960-ih.

## Životopis
Odrasla je u zagrebačkoj građanskoj obitelji (otac mehaničar, kasnije poznati prijevoznik, majka prodavačica) uz pet godina stariju sestru Nadu. Vučkovići su bili dovoljno situirani i glazbeno nadareni, tako da su prepoznali talent u maloj Zdenki. Kad je u dobi od 8 godina pobijedila na nekom dječjem natjecanju, odmah su je dali u Glazbenu školu (6 godina) gdje je učila pjevanje i tada vrlo popularan instrument - harmoniku.
Prvi veći nastup imala je 1957. godine u Zagrebačkom Varijeteu na tadašnjem rasadniku mladih talenata, priredbi Vikija Glovackog - Prvi pljesak gdje je osvojila drugo mjesto, iza Jasne Benedek. 
Pjevačka karijera Zdenke Vučković, započela je u punom smislu te riječi - 1958. godine kada je kao petnaestogodišnja djevojčica, nastupila na prvom Opatijskom festivalu otpjevavši dvije pjesme: "Moja mala djevojčica" (u duetu s Ivom Robićem) i "Kućica u cvijeću". Oba nastupa - oduševila su festivalsku publiku, - "Moja mala djevojčica" (autori: Vandekar, Ruben) bila je pobjednica festivala. Tako je Zdenka Vučković, ušla na estradnu scenu na velika vrata. 
Bila je prava tinejdžerska pop zvijezda 1960-ih, koja je žarila i palila po tadašnjoj estradi čitavu jednu dekadu i bila visokotiražna Jugotonova zvijezda. 
Godine 1963. pobijedila je na Zagrebačkom festivalu s pjesmom "Zagreb, Zagreb" ("Vraćam se, Zagrebe, tebi"), koja je nakon toga bila nešto kao neslužbena himna grada Zagreba. Na istom festivalu dobila je i nagradu za izvedbu najbolje plesne melodije, Krajačevog twista "Platno, boje, kist i tvist" koju je izvela u alternaciji s kvartetom 4M i sastavom Bijele Stijele. 1963. je bila sjajna godina za Zdenku Vučković jer je osvojila i nagradu na Splitskom festivalu za izvedbu pjesme "Veslaj, veslaj" (glazba: Nikica Kalogjera, stihovi: Arsen Dedić) - koju je izvela u duetu s Arsenom Dedićem, alternativnu izvedbu otpjevali su Marko Novosel i Gabi Novak. Nakon toga nije više imala toliko sreće s festivalskim nagradama, ali su mnoge od pjesama ispali pravi domaći radijski hitovi, primjerice  "Makovi", "Još samo pet minuta", "Dalmatinke male" (I. Bašić - B. Vranicki - F. Pomykalo), "Čemu istina", "Nije li čudo to?", "On je moj moj moj", "Pod lipovim cvijetom" i druge.
Krajem 1950-ih godina, Zdenka Vučković upoznala je skladatelja Krešimira Oblaka, koji je ubrzo postao njen nerazdvojni glazbeni pratilac (sa svojim malim orkestrom) i osobni skladatelj. Na kraju je postao i njen životni partner: vjenčali su se 1971. godine.  
Od 1980-ih, nastupi su bili sve rjeđi i rjeđi. Oproštaj od festivalske scene imala je Zagrebačkom festivalu 1989. godine, kad je nastupila s pjesmom vrlo simboličkog značenja - "Odrasla je djevojčica mala". I doista je bilo tako, Zdenka je Vučković prvenstveno bila poput svog talijanskog pandana Gigliole Cinquetti, interesantna publici samo kao mala djevojčica.  
Preminula je 7. ožujka 2020. godine u Zagrebu nakon kratke i teške bolesti u 78. godini života.

## Diskografija (Izbor)
- A: "Mala djevojčica" ("Tata, kupi mi auto")* (Vandekar - Ruben - Pomykalo) / B: "Kućica u cvijeću" (Ž. Roje - F. Pomykalo), uz Ivu Robića, Jugoton, Zagreb - SY 1038, 1960.
- A: "Cvrčak i mrav" (Zagreb '61) (A Kabiljo - I. Krimov - M. Rijavec) / B: "Ljubav prašta sve" (Zagreb '61) (xx) - Lola Novaković i Marko Novosel, Jugoton, Zagreb - SY 1168, 1961.
- A: "Daleko si ti" ("Lontano da te") (Buscaglione - Krimov - Oblak), "Mjesec kao igračka" ("Tintarella di luna") (De Filippi - Renota - Oblak) / B: "Baš sve" ("Alone - Buondi") (Craft - Vešligaj - Oblak), "Maj, maj" ("Impazzivo per te") (Celentano - Marjanović - Oblak), Jugoton, Zagreb - EPY 3115, 1961.
- A: "Ti si moj zavičaj" (Vandekar - Ruben - N. Kalogjera) / B: "Žuti leptir" (Biro - M. Kinel - F. Pomykalo), Jugoton, Zagreb - SY 1184, 1962.
- A:  "Rodni kraj" ("My home town") (Paul Anka - Igor Krimov) / B: "Kralj Pajaca" ("Il rei del pagliacci") (Neil Sedaka - Beba Ljubić), Jugoton, Zagreb - SY 1248, 1963.
- A: "Ritam kiše" (Gummou - I. Krimov - S. Kalogjera), "Izgubljeno" ("Desafinado") (A. Jobim - I. Krajač - K. Oblak) / B: "Sretne ruke" (Lieber - I. Krimov), "Gle, tko je to" (Schroeder - Krimov), uz Crvene Koralje, Jugoton, Zagreb - EPY 3339, 1964.
- A: "Pođimo požnjeti žito" ("Andiamo a mietera il grano") (Marocchi - S. Šelebaj), "Nemoj ništa više reći" ("I Woke Up Cryin’") (Blackwell - Igor Jakac) / B: "Dome moj" (Marijan Turkulin), "Sha-la-la" (Manfred Mann - Šelebaj), Jugoton, Zagreb - EPY 3558, 1965.
- A: "Gdje su ti dani" ("Those were the days") (G. Raskin - Z. Vučković - K. Oblak), "Vragolan" ("Evil on your mind") (H. Howard - Z. Vučković) / B: "Daj mi mali znak" ("Gimm' little sign") (Smith - Z. Vučković), "Srce koje samo tebe voli" ("Avero un cuore") (A. Salerno - Z. Vučković - K. Oblak), uz sarajevske Idexe Jugoton, Zagreb - EPY 4121, 1968.
- A: "Voljeti nekoga" ("To love somebody") (Gibb - Z. Vučković - K. Oblak) / B: "Živjeti za ljubav" (G. Martin - Z. Vučković - K. Oblak), Jugoton, Zagreb - SY 1389, 1969.

## Vanjske poveznice
- Zdenka Vučković - Zeko i potočić, 2009 YouTube
- YUkebox, Zdenka Vučković 2
- Zdenka Vučković na discogs